# Вагон

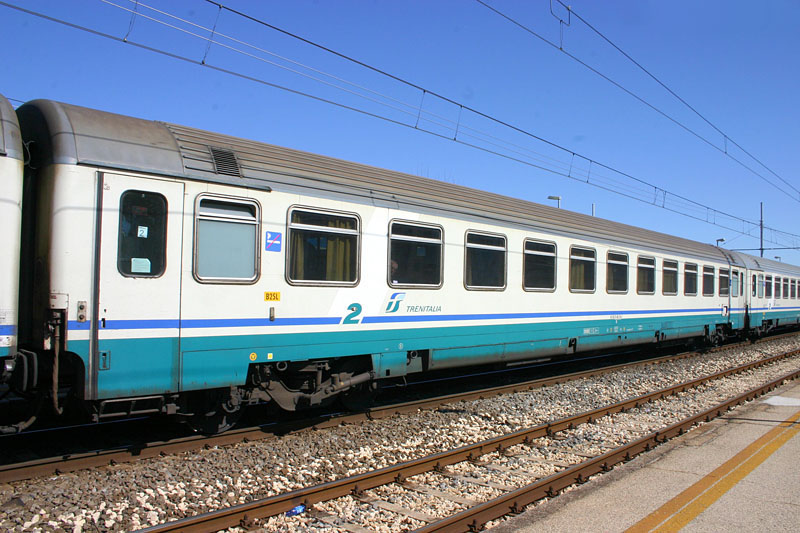
Сучасний пасажирський вагон

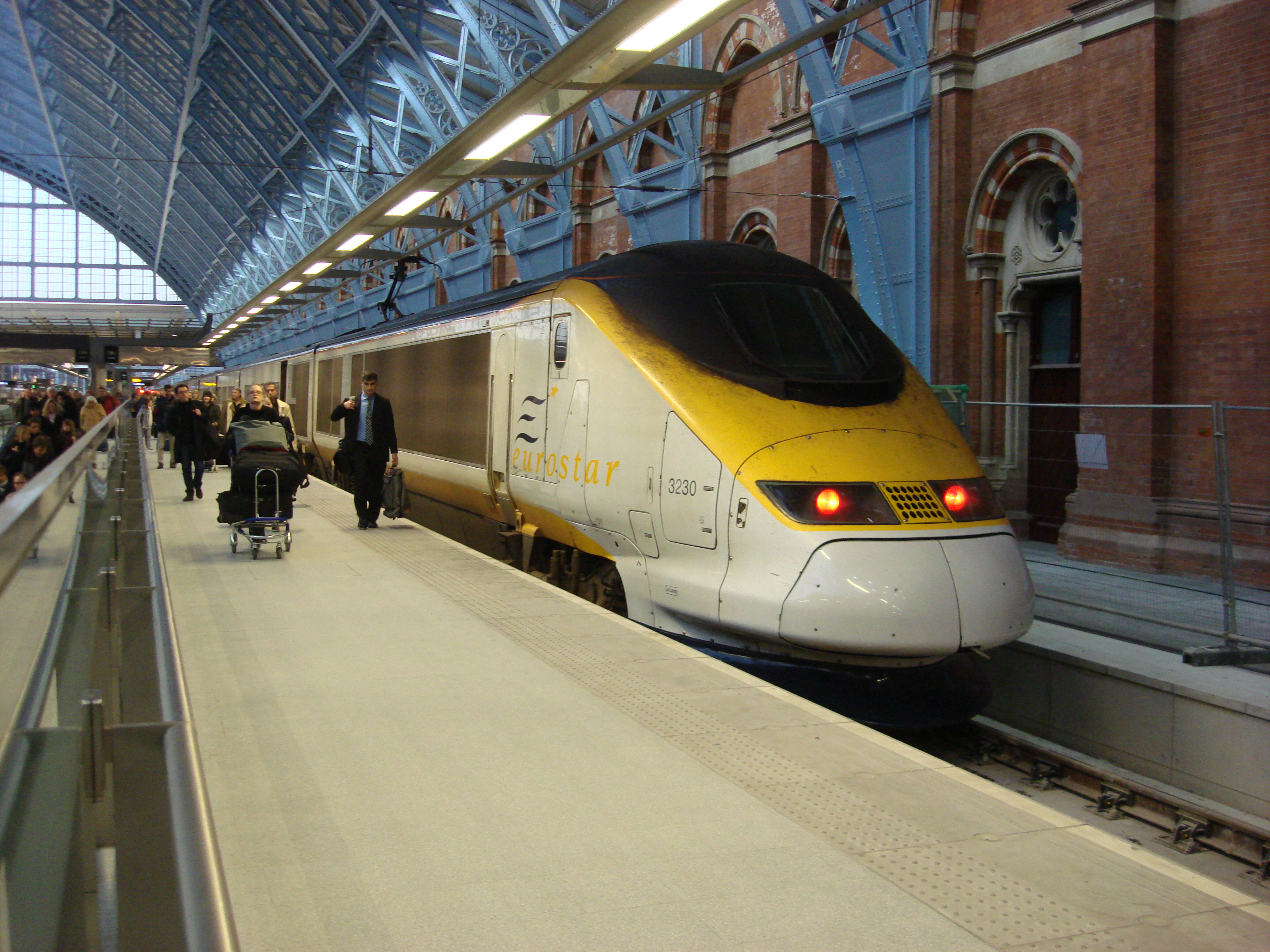
Потяг Eurostar

Ваго́н (від фр. wagon, що походить через англ. wagon від нід. wagen — «чотириколісний віз, зокрема критий») — несамохідна одиниця рухомого складу, якою перевозять вантажі та пасажирів рейковими коліями.

## Види вагонів
Розрізняють вагони пасажирські і вантажні; широкої й вузької колії; несамохідні й самохідні.

## Нумерація вагонів
В Україні вагони нумерують восьмизначним номером, який виконує роль ідентифікатора вагона та дає інформацію про його основні характеристики.

## Пасажирські вагони
Кузов пасажирського вагона спирається на два двовісні візки з гнучкими ресорами та пружинами для плавності ходи. Візки можуть обертатися навколо вертикального штиря, який входить в отвір рами вагона. Це дає можливість вагону проходити кривими відрізками шляху. Якщо треба змінити візки — наприклад, при ремонті вагона чи переході на колію іншої ширини, — кузов вагона піднімають на домкратах, викочують з-під нього візки та замінюють їх іншими.
- Плацкартний вагон

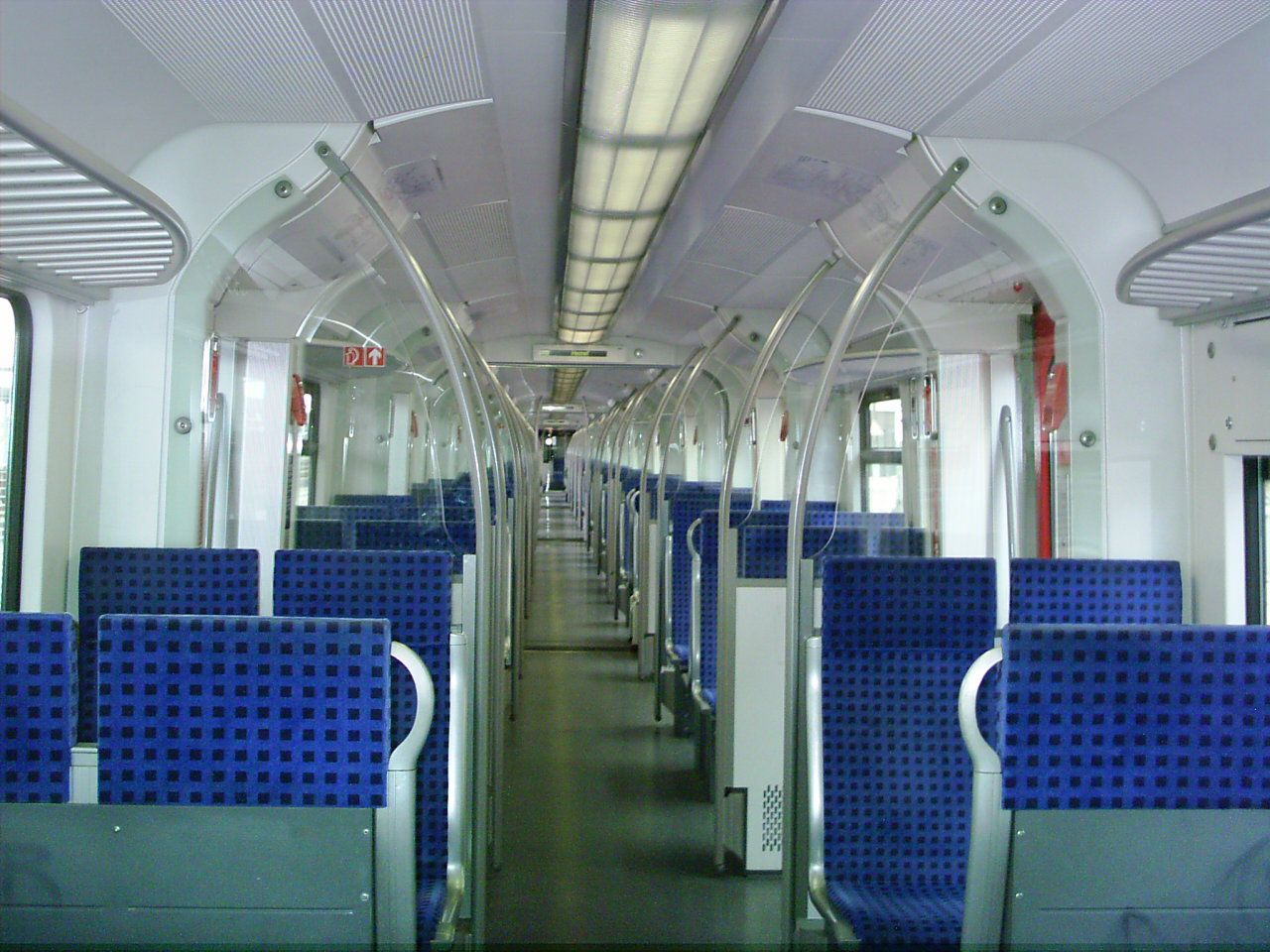
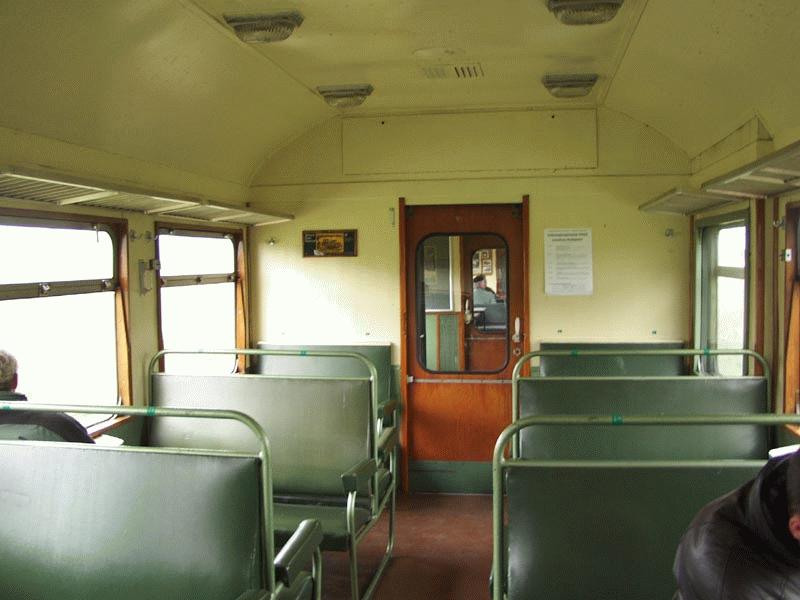
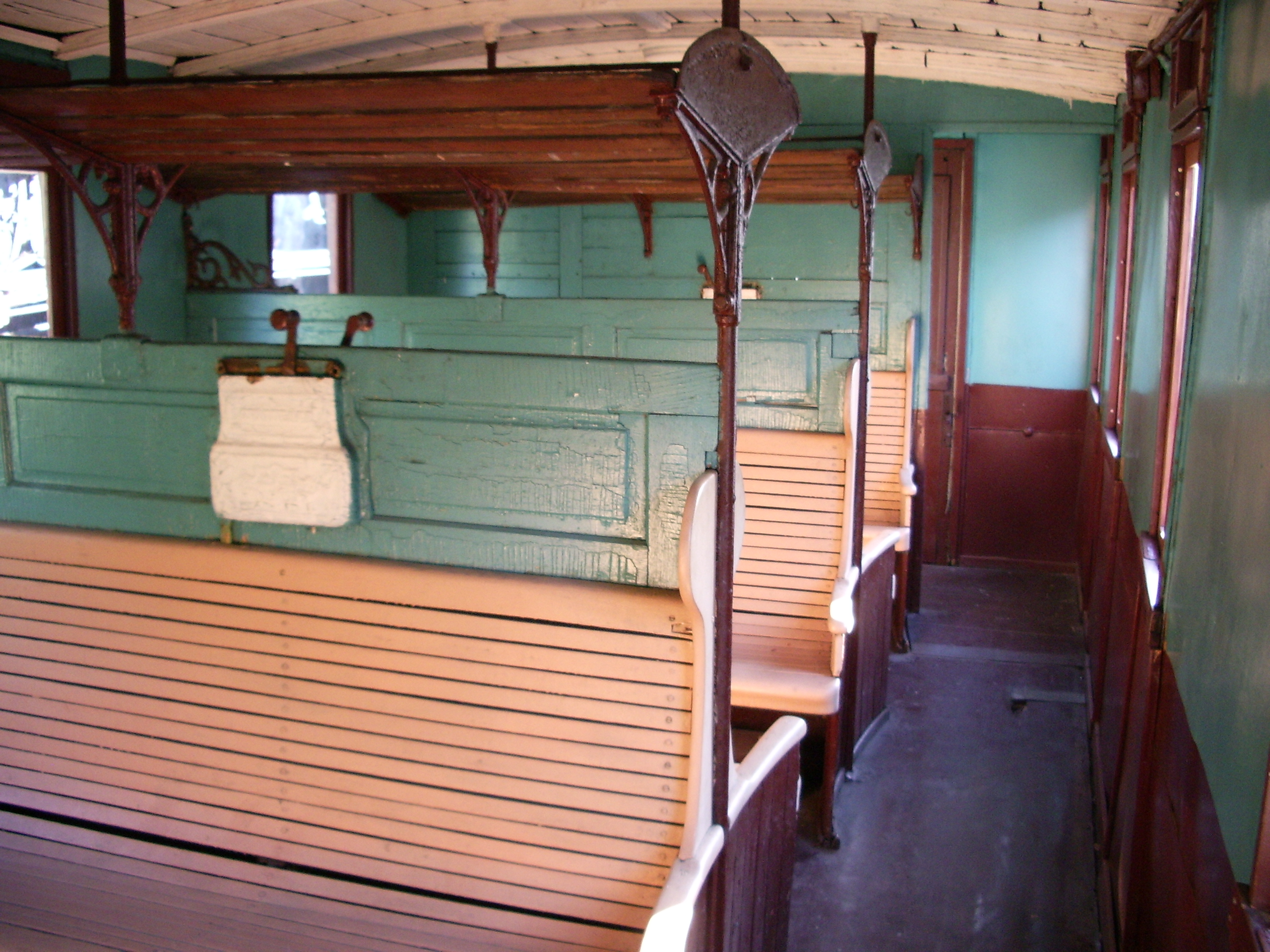

Пасажирські вагони бувають купейні (класу «Спальний вагон» — СВ, «Люкс» — Л, купе — к) та некупейні (плацкарт — п, сидячий — с 1-го та 2-го класу).
Також серед пасажирських вагонів є вагони-ресторани, бари, клуби; вагони поштові, багажні та поштовобагажні.

## Вантажні вагони

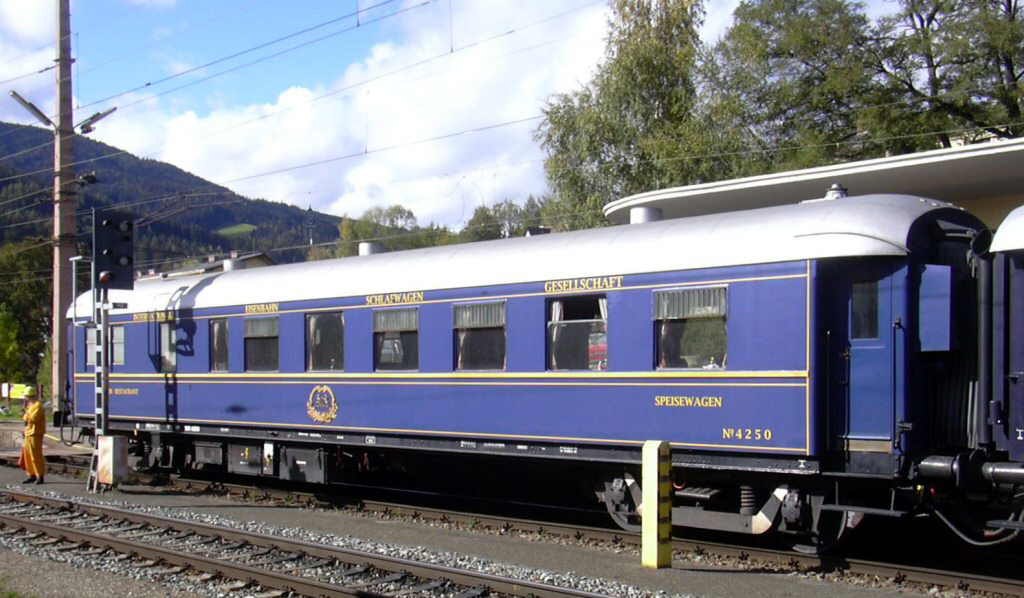
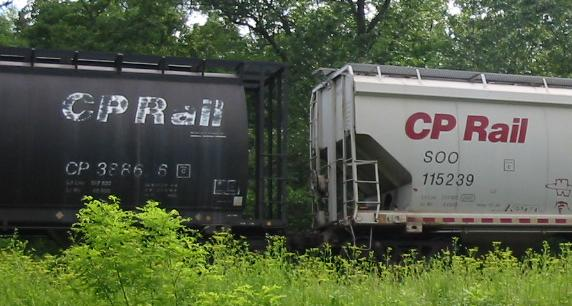
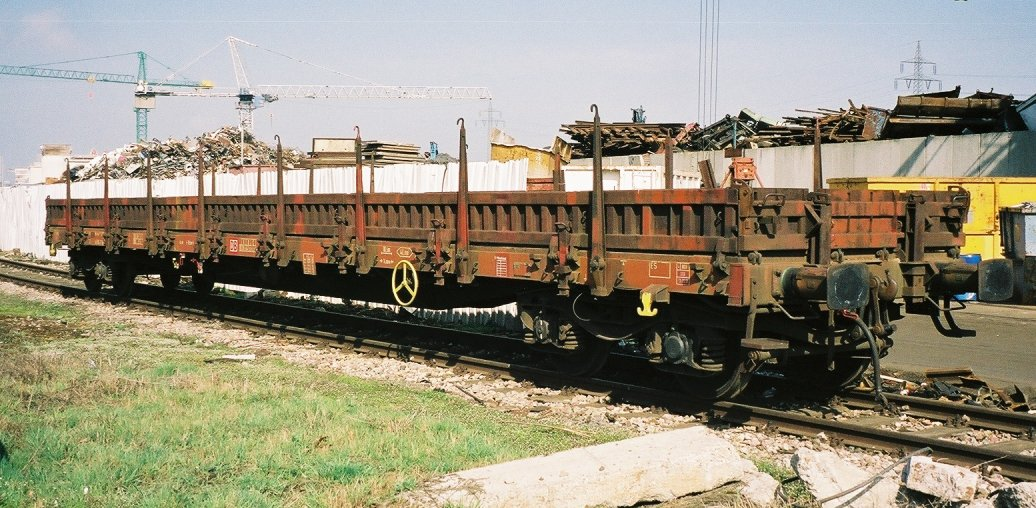
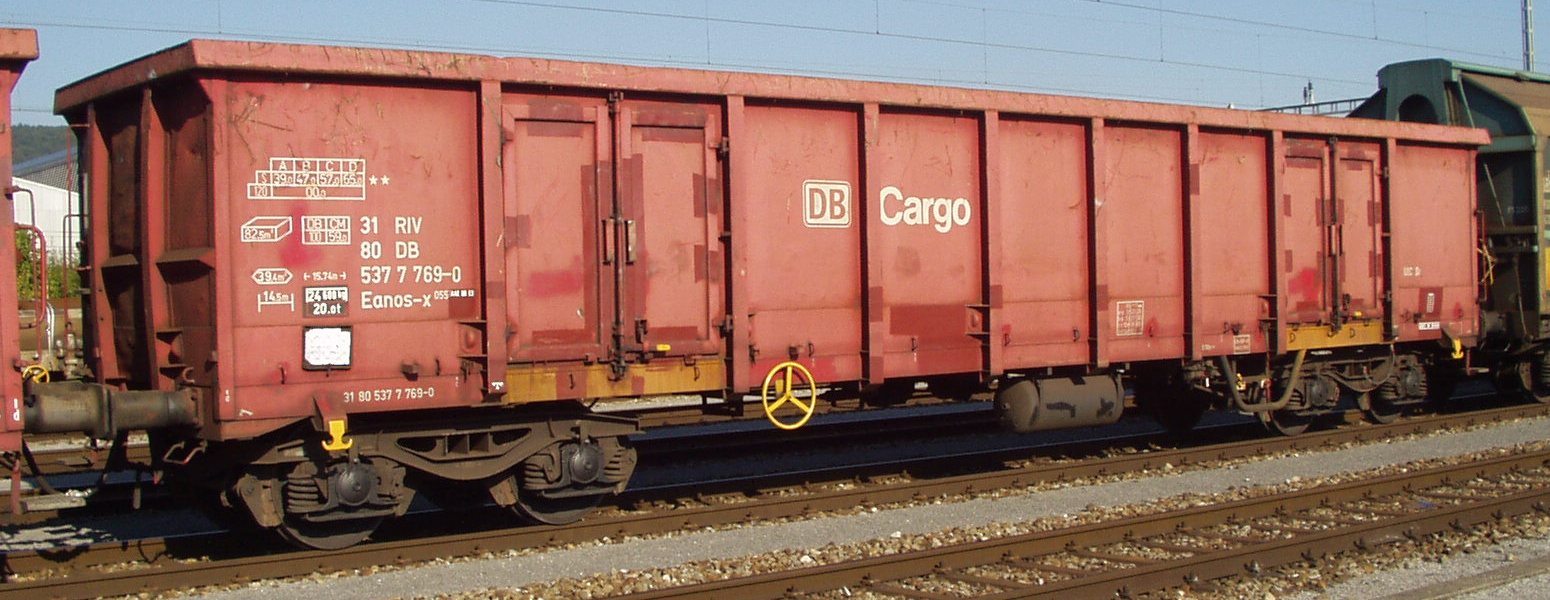
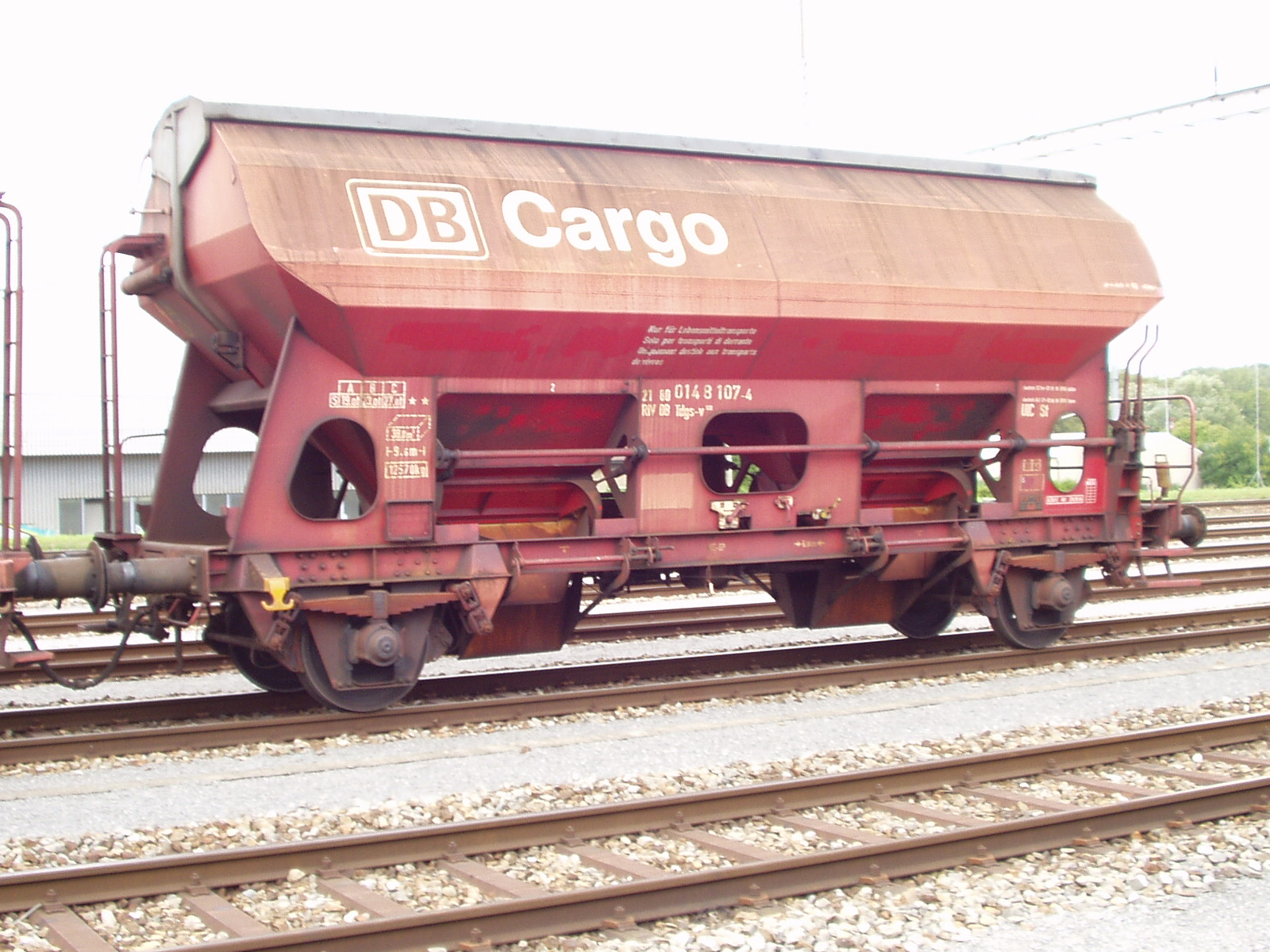
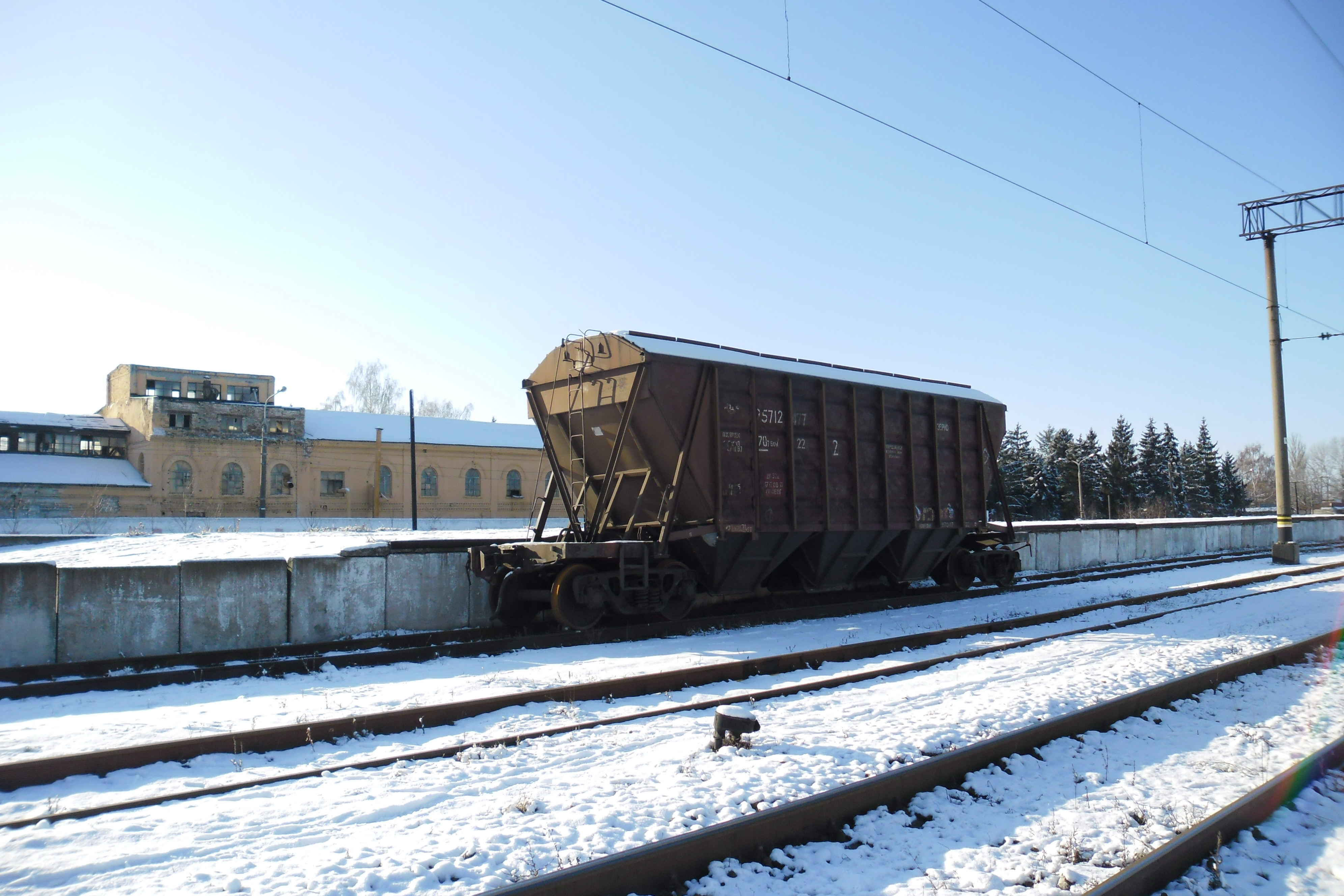

В гірничо-добувній промисловості використовують вантажні вагони, зокрема криті, напіввагони (гондоли, думпкари, вагони-дозатори та ін.), платформи, цистерни і спеціальні вагони. На кар'єрах розповсюджені напіввагони.
- Вагон-дозатор (рос. вагон-дозатор, хоппер-дозатор; англ. measuring hopper, scale car; нім. Dosierwagen m) — вагон для перевезення і механізованого вивантаження з одночасним дозуванням і розрівнюванням баластних матеріалів при будівництві і ремонті рейкової колії.
- Відкритий вагон — залізничний вантажний вагон без даху з високими бортами, призначений для перевезення навалювальних вантажів (руда, вугілля, флюси, лісоматеріали тощо), контейнерів та ін.
- Вагон-цистерна — вагони, призначені для перевезення рідин: нафти і продуктів її переробки, хімічно-активних і агресивних рідких речовин (кислоти, луги й інші складні речовини), зрідженого газу (пропан-бутан, кисень), води, молока, патоки.
- Самохідний вагон — спеціальний вид рухомого складу, застосовується переважно на гірничих підприємствах. Самохідні вагони розподіляються: за призначенням — на вугільні, рудні, для допоміжних вантажів і пасажирські; за вантажопідйомністю — на легкі (до 5т), середні (5-15т) і важкі (понад 15т); за способом розвантаження — на вагони з донним конвеєром і з перекидним кузовом; за виконанням ходової частини пневмоколісні, гусеничні і колісно-рейкові; за типом приводу — на електричні, пневматичні і дизельні.

Середня довжина транспортування ними при швидкості руху 8-10 км/г становить 100—150 м, а максимальна — 200—300 м. Такі засоби випускають чотирьох типорозмірів — вантажопідйомністю 5, 10, 15 і 20 т. Позначаються вони, наприклад, так: 1ВС-5 (перша модель, вагон самохідний вантажопідйомністю 5 т).